# Летние Азиатские игры 1962
Летние Азиатские игры 1962 года (также известные как IV Азиада) проходили с 24 августа по 4 сентября 1962 года в столице Индонезии городе Джакарта. В них приняло участие 1460 спортсменов из 12 стран и колониальных владений, которые соревновались в 13 видах спорта.
4-я Азиада омрачилась политическим скандалом: Федерация Азиатских игр обещала, что на Игры получат визы представители всех стран, входящих в неё, даже если у них нет дипломатических отношений с Индонезией (таковыми странами были Израиль, Китайская республика и Республика Корея). Однако, под давлением арабских стран и Китайской народной республики, Индонезия отказала в визах представителям Израиля и Китайской республики, и они не смогли принять участия в Играх.

## Виды спорта
На IV Азиатских играх проходили соревнования по 13 видам спорта:
- Лёгкая атлетика
- Бадминтон
- Баскетбол
- Бокс
- Велоспорт
- Футбол
- Хоккей на траве
- Стрельба
- Плавание
- Настольный теннис
- Теннис
- Волейбол
- Борьба

Бадминтон был включён в программу Азиатских игр впервые.

## Страны-участницы
- Бирма
- Гонконг
- Индия
- Индонезия
- Республика Корея
- Малайская Федерация
- Пакистан
- Сингапур
- Филиппины
- Таиланд
- Цейлон
- Япония

## Итоги Игр
| Место | Страна              | Золото | Серебро | Бронза | Всего |
| ----- | ------------------- | ------ | ------- | ------ | ----- |
| 1     | Япония              | 73     | 65      | 23     | 161   |
| 2     | Индонезия           | 21     | 26      | 30     | 77    |
| 3     | Индия               | 12     | 13      | 27     | 52    |
| 4     | Филиппины           | 7      | 4       | 16     | 27    |
| 5     | Республика Корея    | 4      | 4       | 7      | 15    |
| 6     | Пакистан            | 3      | 4       | 4      | 11    |
| 7     | Таиланд             | 2      | 5       | 5      | 12    |
| 8     | Малайская Федерация | 2      | 3       | 5      | 10    |
| 9     | Бирма               | 2      | 1       | 7      | 10    |
| 10    | Сингапур            | 1      | 0       | 1      | 2     |
| 11    | Цейлон              | 0      | 1       | 2      | 3     |
| 12    | Гонконг             | 0      | 0       | 1      | 1     |